# Aussonce
Aussonce település Franciaországban, Ardennes megyében. Lakosainak száma 232 fő (2022. január 1.). Aussonce Juniville, Ménil-Lépinois, La Neuville-en-Tourne-à-Fuy, Bétheniville, Heutrégiville, Pontfaverger-Moronvilliers és Warmeriville községekkel határos.

## Népesség
A település népességének változása:
| Lakosok száma | 195  | 136  | 138  | 156  | 201  | 213  | 215  | 218  | 220  | 232  |
|               | 1968 | 1982 | 1990 | 2006 | 2013 | 2015 | 2017 | 2019 | 2020 | 2022 |